# Mount Logan
Mount Logan er et bjerg i nationalparken Kluane National Park, Yukon, Canada. Med sin højde på 5.959 meter (3.000 meter over de omkringliggende områder) er det Canadas højeste bjerg og det næsthøjeste i Amerika (efter Mount McKinley). Det blev første gang besteget af A.H. MacCarthy, H.F. Lambart, A. Carpe, W.W. Foster, N. Read and A. Taylor 23. juni 1925. Mount Logan har den største omkreds af alle Jordens bjerge og dækkes af en iskappe på 20x5 km. På grund af tektonisk aktivitet øger bjerget fortsat sin højde.
Bjerget er, mod dennes vilje, opkaldt efter geologen og kartografen sir William Edmond Logan, der etablerede Geological Survey of Canada i
1842.